# Minnesota Vikings 2005
La stagione 2005 dei Minnesota Vikings fu la 45ª della franchigia nella National Football League, la 24ª giocata all'Hubert H. Humphrey Metrodome e la 5ª (4ª considerando una stagione intera) con Mike Tice come capo allenatore.

## Offseason 2005
| Draft NFL 2005   |                  |                  |                                                                                             |                                                                                             |                                                                                             |                                                                                             |                                                                                             |
| Ordine del Draft | Ordine del Draft | Ordine del Draft | Giocatore                                                                                   | Ruolo                                                                                       | College                                                                                     | Contratto                                                                                   | Note                                                                                        |
| Giro             | Scelta           | Generale         | Giocatore                                                                                   | Ruolo                                                                                       | College                                                                                     | Contratto                                                                                   | Note                                                                                        |
| 1                | 7                | 7                | Troy Williamson                                                                             | WR                                                                                          | South Carolina                                                                              | 5 anni a 30,25 milioni $                                                                    | dai Raiders[a]                                                                              |
| 1                | 18               | 18               | Erasmus James                                                                               | DE                                                                                          | Wisconsin                                                                                   | 5 anni a 9,80 milioni $                                                                     |                                                                                             |
| 2                | 17               | 49               | Marcus Johnson                                                                              | OT                                                                                          | Mississippi                                                                                 | 4 anni a 2,91 milioni $                                                                     |                                                                                             |
| 3                | 19               | 51               | Dustin Fox                                                                                  | CB                                                                                          | Ohio State                                                                                  | 3 anni a 1,49 milioni $                                                                     |                                                                                             |
| 4                | 11               | 112              | Ciatrick Fason                                                                              | RB                                                                                          | Florida                                                                                     | 3 anni a 1,31 milioni $                                                                     | dai Redskins[b]                                                                             |
| 4                | 19               | 120              | Scambiata con i Washington Redskins[b]                                                      | Scambiata con i Washington Redskins[b]                                                      | Scambiata con i Washington Redskins[b]                                                      | Scambiata con i Washington Redskins[b]                                                      |                                                                                             |
| 5                | 18               | 154              | Scambiata con i Washington Redskins[b]                                                      | Scambiata con i Washington Redskins[b]                                                      | Scambiata con i Washington Redskins[b]                                                      | Scambiata con i Washington Redskins[b]                                                      |                                                                                             |
| 6                | 17               | 191              | C.J. Mosley                                                                                 | DT                                                                                          | Missouri                                                                                    | 4 anni a 1,47 milioni $                                                                     |                                                                                             |
| 7                | 5                | 219              | Adrian Ward                                                                                 | CB                                                                                          | Texas-El Paso                                                                               | 3 anni a 967.850 $                                                                          | dai Raiders[a]                                                                              |
| 7                | 16               | 230              | Scambiata con i New York Jets[c]                                                            | Scambiata con i New York Jets[c]                                                            | Scambiata con i New York Jets[c]                                                            | Scambiata con i New York Jets[c]                                                            |                                                                                             |
| Legenda          | Legenda          | Legenda          | Ha superato i tagli a roster Hall of Famer Ha partecipato ad almeno un Pro Bowl in carriera | Ha superato i tagli a roster Hall of Famer Ha partecipato ad almeno un Pro Bowl in carriera | Ha superato i tagli a roster Hall of Famer Ha partecipato ad almeno un Pro Bowl in carriera | Ha superato i tagli a roster Hall of Famer Ha partecipato ad almeno un Pro Bowl in carriera | Ha superato i tagli a roster Hall of Famer Ha partecipato ad almeno un Pro Bowl in carriera |

Note:
- [a] I Raiders scambiarono le loro scelte nel 1º giro (7ª assoluta) e 7º giro (219ª assoluta) del Draft NFL 2005 ed il LB Napoleon Harris con i Vikings per il WR Randy Moss.
- [b] I Redskins scambiarono la loro scelta nel 4º giro (112ª assoluta) del Draft NFL 2005 con i Vikings per le scelte nel 4º giro (120ª assoluta) e 5º giro (154ª assoluta) del Draft NFL 2005 di questi ultimi.
- [c] I Vikings scambiarono la loro scelta nel 7º giro (230ª assoluta) del Draft NFL 2005 con i Jets per il LB Sam Cowart.

## Partite

### Pre-stagione
| Calendario |                                            |                                            |                                            |                                            |                                            |                                            |                                            |                                            |                                            |
| Settimana  | Data                                       | Ora (CDT)                                  | Avversario                                 | Risultato                                  | Stadio                                     | Spettatori                                 | Record                                     | Tabellino                                  |                                            |
| 1          | 16 agosto                                  | 7:00 p.m.                                  | Kansas City Chiefs                         | V 27-16                                    | Hubert H. Humphrey Metrodome               | 63.621                                     | 1-0                                        | Recap                                      |                                            |
| 2          | 19 agosto                                  | 7:00 p.m.                                  | New York Jets                              | P 28-21                                    | Giants Stadium                             | 76.441                                     | 1-1                                        | Recap                                      |                                            |
| 3          | 26 agosto                                  | 7:00 p.m.                                  | San Diego Chargers                         | V 19-16                                    | Hubert H. Humphrey Metrodome               | 64.172                                     | 2-1                                        | Recap                                      |                                            |
| 4          | 2 settembre                                | 7:00 p.m.                                  | Seattle Seahawks                           | V 23-21                                    | Qwest Field                                | 63.746                                     | 3-1                                        | Recap                                      |                                            |
| Note       | Gli incontri in trasferta sono in corsivo. | Gli incontri in trasferta sono in corsivo. | Gli incontri in trasferta sono in corsivo. | Gli incontri in trasferta sono in corsivo. | Gli incontri in trasferta sono in corsivo. | Gli incontri in trasferta sono in corsivo. | Gli incontri in trasferta sono in corsivo. | Gli incontri in trasferta sono in corsivo. | Gli incontri in trasferta sono in corsivo. |

### Stagione regolare
| Calendario | | | | | | | | | |
| Settimana  | Data                                                                                               | Ora (CDT)                                                                                          | Avversario                                                                                         | Risultato                                                                                          | Stadio                                                                                             | Spettatori                                                                                         | Record                                                                                             | Tabellino                                                                                          | |
| 1          | 11 settembre                                                                                       | 12:00 p.m.                                                                                         | Tampa Bay Buccaneers                                                                               | P 24-13                                                                                            | Hubert H. Humphrey Metrodome                                                                       | 63.939                                                                                             | 0-1                                                                                                | Recap                                                                                              | |
| 2          | 18 settembre                                                                                       | 12:00 p.m.                                                                                         | Cincinnati Bengals                                                                                 | P 37-8                                                                                             | Paul Brown Stadium                                                                                 | 65.763                                                                                             | 0-2                                                                                                | Recap                                                                                              | |
| 3          | 25 settembre                                                                                       | 12:00 p.m.                                                                                         | New Orleans Saints                                                                                 | V 33-16                                                                                            | Hubert H. Humphrey Metrodome                                                                       | 63.952                                                                                             | 1-2                                                                                                | Recap                                                                                              | |
| 4          | 2 ottobre                                                                                          | 3:15 p.m.                                                                                          | Atlanta Falcons                                                                                    | P 30-10                                                                                            | Georgia Dome                                                                                       | 69.552                                                                                             | 1-3                                                                                                | Recap                                                                                              | |
| 5          | Riposo                                                                                             | Riposo                                                                                             | Riposo                                                                                             | Riposo                                                                                             | Riposo                                                                                             | Riposo                                                                                             | Riposo                                                                                             | Riposo                                                                                             | Riposo                                                                                             |
| 6          | 16 ottobre                                                                                         | 12:00 p.m.                                                                                         | Chicago Bears                                                                                      | P 28-3                                                                                             | Soldier Field                                                                                      | 62.143                                                                                             | 1-4                                                                                                | Recap                                                                                              | |
| 7          | 23 ottobre                                                                                         | 12:00 p.m.                                                                                         | Green Bay Packers                                                                                  | V 23-20                                                                                            | Hubert H. Humphrey Metrodome                                                                       | 64.278                                                                                             | 2-4                                                                                                | Recap                                                                                              | |
| 8          | 30 ottobre                                                                                         | 12:00 p.m.                                                                                         | Carolina Panthers                                                                                  | P 38-13                                                                                            | Bank of America Stadium                                                                            | 73.502                                                                                             | 2-5                                                                                                | Recap                                                                                              | |
| 9          | 6 novembre                                                                                         | 12:00 p.m.                                                                                         | Detroit Lions                                                                                      | V 3-5                                                                                              | Hubert H. Humphrey Metrodome                                                                       | 63.813                                                                                             | 3-5                                                                                                | Recap                                                                                              | |
| 10         | 13 novembre                                                                                        | 12:00 p.m.                                                                                         | New York Giants                                                                                    | V 24-21                                                                                            | Giants Stadium                                                                                     | 78.637                                                                                             | 4-5                                                                                                | Recap                                                                                              | |
| 11         | 21 novembre                                                                                        | 8:00 p.m.                                                                                          | Green Bay Packers                                                                                  | V 20-17                                                                                            | Lambeau Field                                                                                      | 70.610                                                                                             | 5-5                                                                                                | Recap                                                                                              | |
| 12         | 27 novembre                                                                                        | 12:00 p.m.                                                                                         | Cleveland Browns                                                                                   | V 24-12                                                                                            | Hubert H. Humphrey Metrodome                                                                       | 63.814                                                                                             | 6-5                                                                                                | Recap                                                                                              | |
| 13         | 4 dicembre                                                                                         | 12:00 p.m.                                                                                         | Detroit Lions                                                                                      | V 21-16                                                                                            | Ford Field                                                                                         | 61.375                                                                                             | 7-5                                                                                                | Recap                                                                                              | |
| 14         | 11 dicembre                                                                                        | 12:00 p.m.                                                                                         | St. Louis Rams                                                                                     | V 27-13                                                                                            | Hubert H. Humphrey Metrodome                                                                       | 64.005                                                                                             | 8-5                                                                                                | Recap                                                                                              | |
| 15         | 18 dicembre                                                                                        | 12:00 p.m.                                                                                         | Pittsburgh Steelers                                                                                | P 18-3                                                                                             | Hubert H. Humphrey Metrodome                                                                       | 64.136                                                                                             | 8-6                                                                                                | Recap                                                                                              | |
| 16         | 25 dicembre                                                                                        | 7:30 p.m.                                                                                          | Baltimore Ravens                                                                                   | P 30-23                                                                                            | M&T Bank Stadium                                                                                   | 70.246                                                                                             | 8-7                                                                                                | Recap                                                                                              | |
| 17         | 1º gennaio                                                                                         | 3:15 p.m.                                                                                          | Chicago Bears                                                                                      | V 34-10                                                                                            | Hubert H. Humphrey Metrodome                                                                       | 64.023                                                                                             | 9-7                                                                                                | Recap                                                                                              | |
| Note       | Gli avversari della propria division sono in grassetto. Gli incontri in trasferta sono in corsivo. | Gli avversari della propria division sono in grassetto. Gli incontri in trasferta sono in corsivo. | Gli avversari della propria division sono in grassetto. Gli incontri in trasferta sono in corsivo. | Gli avversari della propria division sono in grassetto. Gli incontri in trasferta sono in corsivo. | Gli avversari della propria division sono in grassetto. Gli incontri in trasferta sono in corsivo. | Gli avversari della propria division sono in grassetto. Gli incontri in trasferta sono in corsivo. | Gli avversari della propria division sono in grassetto. Gli incontri in trasferta sono in corsivo. | Gli avversari della propria division sono in grassetto. Gli incontri in trasferta sono in corsivo. | Gli avversari della propria division sono in grassetto. Gli incontri in trasferta sono in corsivo. |

## Classifiche

### Division
| Classifica della NFC North Division 2005 | Classifica della NFC North Division 2005 | Classifica della NFC North Division 2005 | Classifica della NFC North Division 2005 | Classifica della NFC North Division 2005 | Classifica della NFC North Division 2005 | Classifica della NFC North Division 2005 | Classifica della NFC North Division 2005 | Classifica della NFC North Division 2005 | Classifica della NFC North Division 2005 | Classifica della NFC North Division 2005 | Classifica della NFC North Division 2005 | Classifica della NFC North Division 2005 | Classifica della NFC North Division 2005 | Classifica della NFC North Division 2005 | Classifica della NFC North Division 2005 | Classifica della NFC North Division 2005 |
|                                          | V                                        | P                                        | N                                        | PCT                                      | DIV                                      | DIV PCT                                  | CONF                                     | CONF PCT                                 | NON CONF                                 | C                                        | T                                        | PR                                       | PS                                       | TD                                       | STR                                      | PO                                       |
| ---------------------------------------- | ---------------------------------------- | ---------------------------------------- | ---------------------------------------- | ---------------------------------------- | ---------------------------------------- | ---------------------------------------- | ---------------------------------------- | ---------------------------------------- | ---------------------------------------- | ---------------------------------------- | ---------------------------------------- | ---------------------------------------- | ---------------------------------------- | ---------------------------------------- | ---------------------------------------- | ---------------------------------------- |
| Chicago Bears                            | 11                                       | 5                                        | 0                                        | .688                                     | 5-1                                      | .833                                     | 10-2                                     | .833                                     | 1-3                                      | 7-1                                      | 4-4                                      | 260                                      | 202                                      | 28                                       | P-1                                      | Div                                      |
| Minnesota Vikings                        | 9                                        | 7                                        | 0                                        | .563                                     | 5-1                                      | .833                                     | 8-4                                      | .667                                     | 1-3                                      | 3-5                                      | 5-1                                      | 306                                      | 344                                      | 33                                       | V-1                                      |                                          |
| Detroit Lions                            | 5                                        | 11                                       | 0                                        | .313                                     | 1-5                                      | .167                                     | 3-9                                      | .250                                     | 2-2                                      | 3-5                                      | 2-6                                      | 254                                      | 345                                      | 28                                       | P-1                                      |                                          |
| Green Bay Packers                        | 4                                        | 12                                       | 0                                        | .250                                     | 1-5                                      | .167                                     | 4-8                                      | .333                                     | 0-4                                      | 3-5                                      | 1-7                                      | 298                                      | 344                                      | 34                                       | V-1                                      |                                          |

## Statistiche
| Andamento in stagione regolare                                                                    |    |    |    |    |    |    |    |    |    |    |    |    |    |    |    |    |    |
| Settimana                                                                                         | 1  | 2  | 3  | 4  | 5  | 6  | 7  | 8  | 9  | 10 | 11 | 12 | 13 | 14 | 15 | 16 | 17 |
| Luogo                                                                                             | C  | T  | C  | T  | R  | T  | C  | T  | C  | T  | T  | C  | T  | C  | C  | T  | C  |
| Risultato                                                                                         | P  | P  | V  | P  | R  | P  | V  | P  | V  | V  | V  | V  | V  | V  | P  | P  | V  |
| Posizione                                                                                         | 3ª | 3ª | 3ª | 3ª | 3ª | 3ª | 3ª | 2ª | 2ª | 2ª | 2ª | 2ª | 2ª | 2ª | 2ª | 2ª | 2ª |
| Luogo: C = Casa; T = Trasferta. Risultato: V = Vittoria; N = Pareggio; S = Sconfitta. R = Riposo. |    |    |    |    |    |    |    |    |    |    |    |    |    |    |    |    |    |

| Classifiche di lega  |             |                |          |
| Categoria            | Yard totali | Yard a partita | Rank NFL |
| Attacco sui passaggi | 3.146       | 196,6          | 20ª      |
| Attacco su corsa     | 1.467       | 91,7           | 27ª      |
| Totale attacco       | 4.613       | 288,3          | 25ª      |
| Difesa sui passaggi  | 3.332       | 208,2          | 22ª      |
| Difesa su corsa      | 1.841       | 115,1          | 19ª      |
| Totale difesa        | 5.173       | 323,3          | 21ª      |

| Leader della squadra       |                              |        |
| Categoria                  | Giocatore                    | Valore |
| Yard passate               | Brad Johnson                 | 1.885  |
| Touchdown passati          | Brad Johnson                 | 12     |
| Yard corse                 | Mewelde Moore                | 662    |
| Touchdown su corsa         | Ciatrick Fason               | 4      |
| Ricezioni                  | Jermaine Wiggins             | 69     |
| Yard ricevute              | Travis Taylor                | 604    |
| Touchdown ricevuti         | Marcus Robinson              | 5      |
| Punti totali               | Paul Edinger                 | 106    |
| Yard su ritorno di kickoff | Koren Robinson               | 1.221  |
| Yard su ritorno di punt    | Mewelde Moore                | 245    |
| Tackle totali              | Antoine Winfield             | 98     |
| Sack                       | Lance Johnstone              | 7½     |
| Intercetti                 | Darren Sharper               | 9      |
| Fumble forzati             | Brian Williams Richard Owens | 2      |

## Staff
| Staff dei Minnesota Vikings 2005 |
| --- |
| Organi dirigenziali Proprietà - Proprietario/Azionista di maggioranza: Zygi Wilf - Proprietario/Presidente: Mark Wilf - Proprietario/Vice-Azionista di maggioranza: Leonard Wilf - Partner di Azionariato: Jeffrey Wilf, Reggie Fowler, Alan Landis, David Mandelbaum Staff esecutivo - Vice Presidente delle operazioni legate al football: Rob Brzezinski - Vice Presidente del Personale Giocatori: Rick Spielman Capo allenatore - Mike Tice Altri allenatori - Coordinatore dello sviluppo della forza e della condizione: Kurtis Shultz - Assistente dello sviluppo della forza e della condizione: Mark Ellis Allenatori dell'attacco - Coordinatore dell'attacco/Offensive Line: Steve Loney - Quarterback: Rich Olson - Running Back: Dean Dalton - Wide receiver: Wes Chandler - Tight End/Assistente Offensive Line: John Tice - Assistente offensivo/Assistente Quarterback: Randy Hanson Allenatori della difesa - Assistente del capo-allenatore/Coordinatore della difesa: Ted Cottrell - Defensive Line: Brian Baker - Assistente Defensive Line: Jim Panagos - Linebacker: Pete Bercich - Defensive Back: Chuck Knox, Jr. - Assistente Defensive Back: Kevin Ross Allenatori dello special team - Coordinatore dello Special Team: Rusty Tillman - Assistente dello Special Team: Jim Panagos |

## Roster finale
| Roster dei Minnesota Vikings 2005 |
| --- |
| Quarterback - 14 Brad Johnson - 13 Shaun Hill Running Back - 23 Michael Bennett - 39 Adimchinobe Echemandu - 35 Ciatrick Fason - 30 Mewelde Moore Wide Receiver - 82 Nate Burleson - 18 Koren Robinson - 87 Marcus Robinson - 89 Travis Taylor - 19 Troy Williamson Tight End - 86 Richard Angulo - 83 Jeff Dugan FB - 40 Jim Kleinsasser - 45 Richard Owens - 85 Jermaine Wiggins Offensive Linemen - 67 Melvin Fowler C - 73 Adam Goldberg OG - 64 Anthony Herrera OG - 76 Chris Liwienski OG - 72 Marcus Johnson OT - 74 Bryant McKinnie OT - 75 Mike Rosenthal OT - 60 Cory Withrow C Defensive Linemen - 99 Erasmus James DE - 97 Spencer Johnson DT - 51 Lance Johnstone DE - 96 C. J. Mosley DT - 98 Darrion Scott DE - 93 Kevin Williams DT - 94 Pat Williams DT Linebacker - 55 Sam Cowart MLB - 50 Rod Davis MLB - 59 Heath Farwell OLB - 58 Napoleon Harris MLB - 56 E.J. Henderson OLB - 57 Raonall Smith OLB - 54 Dontarrious Thomas OLB Defensive Back - 33 Ralph Brown CB - 21 Corey Chavous SS - 36 Dovonte Edwards CB - 31 Will Hunter SS - 42 Darren Sharper FS - 20 Dwight Smith FS - 21 Fred Smoot CB - 29 Brian Williams CB - 26 Antoine Winfield CB Special Team - 5 Chris Kluwe P - 46 Cullen Loeffler LS - 1 Paul Edinger K Lista delle riserve - 78 Matt Birk C (IR) - 11 Daunte Culpepper QB (IR) - 79 Toniu Fonoti OG (IR) - 28 Laroni Gallishaw CB (IR) - 90 Steve Martin DT (IR) - 52 Keith Newman OLB (IR) - 24 Willie Offord SS (IR) - 95 Kenechi Udeze DE (IR) - 20 Moe Williams RB (IR) Squadra di allenamento - 90 Eric Taylor DT - 34 Butchie Wallace RB 49 attivi, 9 inattivi, 2 nella squadra di allenamento |
| Legenda - I rookie sono in corsivo. - Il primo ruolo è il principale mentre gli eventuali successivi indicano i ruoli secondari. - (IR) sta per Injured Reserve ed indica la lista ristretta per un solo giocatore infortunato che può tornare ad allenarsi dopo la settimana 6 e a rientrare in prima squadra dopo che questa ha giocato 8 partite. - (NF-Inj.) / (NF-Ill.) stanno rispettivamente per Non-Football Injured e Non-Football Illness ed indicano le liste dove viene inserito un giocatore che ha un infortunio o una malattia non dipendente dal football americano. - (PUP) sta per Physically Unable to Perform ed indica la lista dove viene inserito un giocatore mentre è in attesa di recuperare la condizione fisica. Nella stagione regolare dopo la sesta partita giocata dalla propria squadra, il giocatore ha tempo tre settimane per riprendere ad allenarsi, più tre settimane aggiuntive dal suo rientro agli allenamenti per rientrare in prima squadra. |